# Auray (plaats)
Auray (Bretons: An Alre) is een Franse gemeente in het departement Morbihan in het zuiden van Bretagne. De gemeente telde 14.417 inwoners op 1 januari 2022. De inwoners worden Alréens genoemd. 
Auray staat bekend om zijn vakwerkhuizen, waarvan er verschillende beschermd zijn als historisch monument. Auray was een welvarende handelsstad in de middeleeuwen dankzij zijn ligging aan de Golf van Morbihan. De stad is opgedeeld in vier wijken: Saint-Goustan, de bovenstad, Gare en Kerléano. De bovenstad en de haven (Port de Saint-Goustan) zijn met elkaar verbonden met hellingen en trappen. De kerk Saint-Gildas heeft gotische en renaissance-elementen. Het stadhuis dateert uit de achttiende eeuw. Nabij Auray was tot de Franse Revolutie een kartuizerklooster. Het gebouw deed daarna dienst als school voor blinden en doven tot het in 1968 vernield werd in een brand.
Bij Auray vond in 1364 een beslissende veldslag plaats in de Bretonse Successieoorlog tussen Jan van Monfort en Karel van Blois. Die laatste sneuvelde in de Slag bij Auray en de beroemde ridder Bertrand du Guesclin werd gevangen genomen.

## Geschiedenis
Het kasteel van Auray werd voor het eerst vermeld in 1082. Hertog Arthur I van Bretagne verving aan het begin van de 13e eeuw het primitieve, houten kasteel door een stenen exemplaar. Auray groeide uit twee wijken aan weerszijden van het kasteel. Een wijk groeide rond de haven en de kapel Saint-Sauveur. Achter het kasteel ontstond een tweede wijk rond een markthal en de priorij Saint-Gildas. Het kasteel van Auray werd afgebroken in 1558.
De Port de Saint-Goustan bloeide van de 15e tot de 17e eeuw. De haven van Lorient, geopend rond 1665, werd een grote concurrent. De komst van de spoorweg (1862) en de omleiding van de route nationale (1865) gaven de doodsteek aan de rol van de getijhaven Port de Saint-Goustan als handelshaven. De economische activiteit concentreerde zich voortaan rond het treinstation.
In 1865 werden delen van buurgemeenten Brech en Pluneret aangehecht bij Auray.

## Geografie
Auray ligt tussen Vannes en Lorient.
De oppervlakte van Auray (plaats) bedraagt 6,91 vierkante kilometer; Op 1 januari 2022 was de bevolkingsdichtheid 2.086,4 inwoners per km².
Auray ligt aan de gelijknamige rivier, die vanuit de Golf van Morbihan volstroomt als het vloed wordt en weer leegloopt als het eb wordt. Het Parc Naturel Régional du Golfe du Morbihan ligt deels in de gemeente.  
De onderstaande kaart toont de ligging van Auray met de belangrijkste infrastructuur en aangrenzende gemeenten.

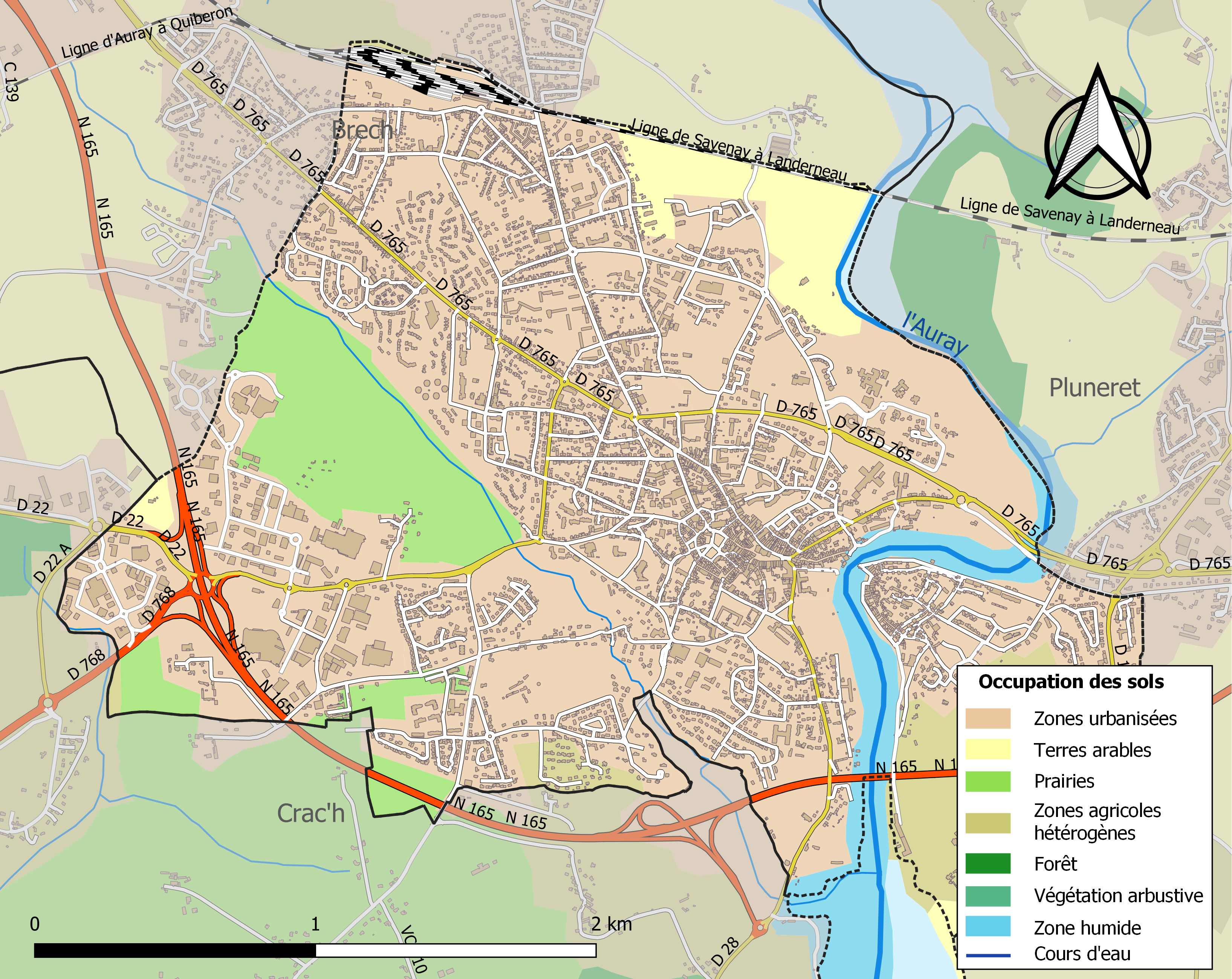

## Demografie
Onderstaande figuur toont het verloop van het inwonertal.

## Stedenband
- Utting am Ammersee
- Ussel

## Bekende inwoners

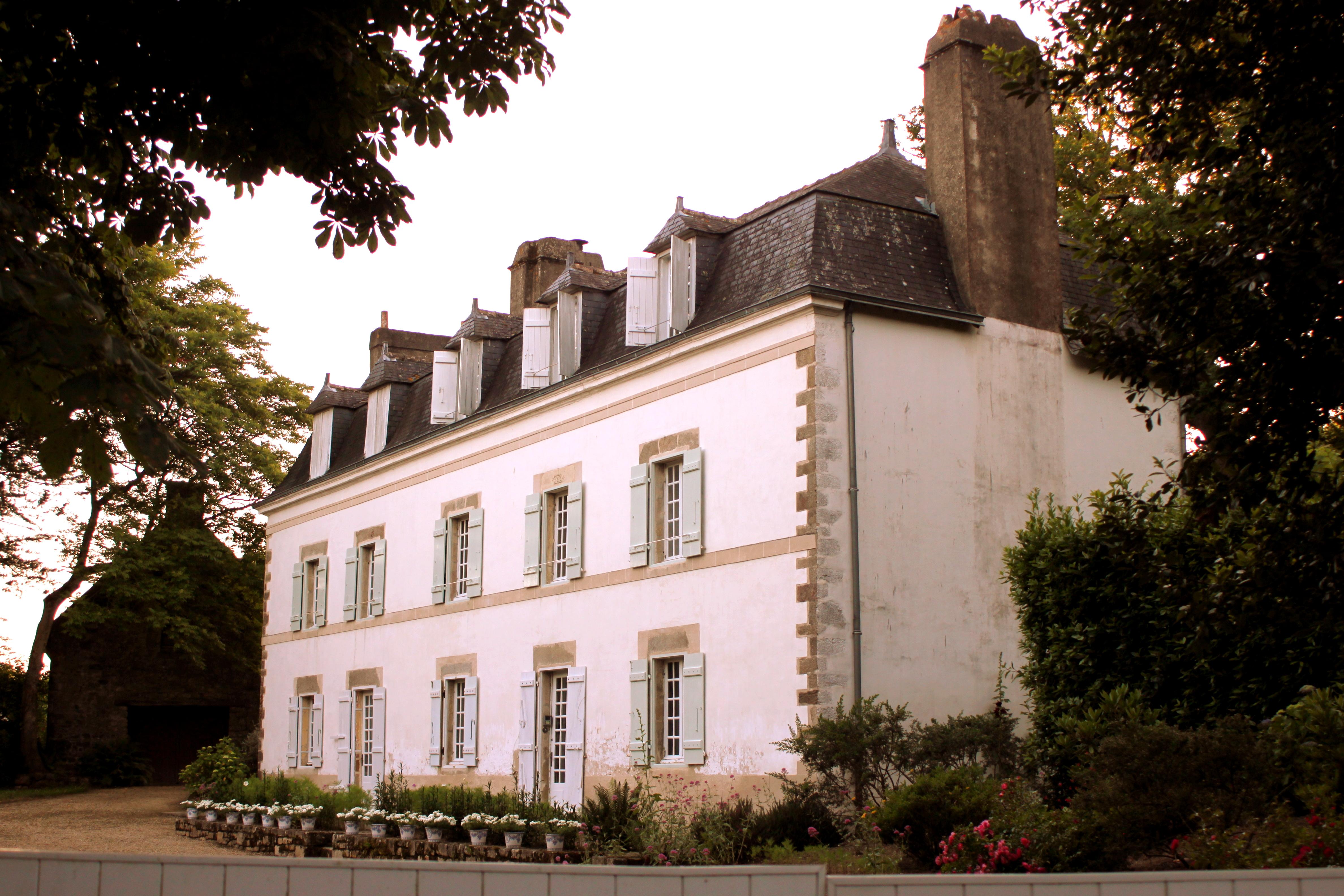
Het geboortehuis van Georges Cadoual in Kerléano

### Geboren
- Georges Cadoual (1771-1804), legerleider
- Ulrich Le Pen (1974), voetballer

### Overleden
- Pierre Cogan (Pluneret, 1914 - 2013), wielrenner

Auray · Crach · Locmariaquer · Plumergat · Pluneret · Sainte-Anne-d'Auray · Saint-Philibert